# Julius Friedrich Cohnheim

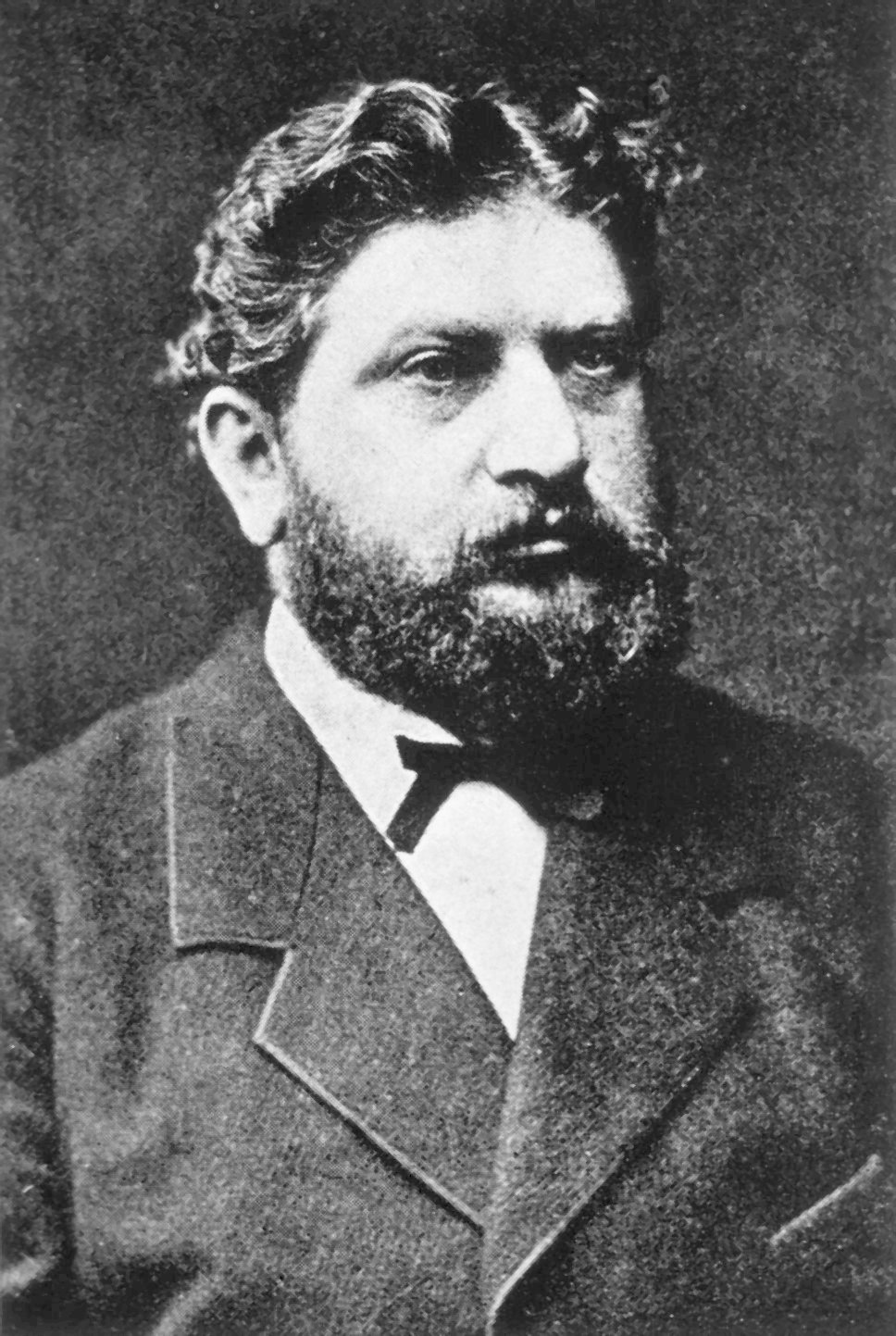
Julius Cohnheim

Julius Friedrich Cohnheim (* 20. Juli 1839 in Demmin; † 15. August 1884 in Leipzig) war ein deutscher Pathologe.

## Leben
Julius Cohnheim studierte nach dem Abschluss des Gymnasiums in Prenzlau an der Julius-Maximilians-Universität Medizin. 1859 wurde er im Corps Nassovia Würzburg recipiert. Er wechselte an die Philipps-Universität Marburg, die Königliche Universität zu Greifswald und die Friedrich-Wilhelms-Universität zu Berlin. In Berlin wurde er mit einer Doktorarbeit bei dem ebenfalls aus Pommern stammenden Professor Rudolf Virchow 1861 zum Dr. med. promoviert. Als sein wichtigster Schüler war er ab 1864 Assistent in Virchows Berliner Institut. Cohnheim entdeckte eine Goldchlorid-Färbemethode, mit der sich feinste Nervenendigungen sichtbar machen lassen. Er hatte Studienaufenthalte in dem Institut von Carl Ludwig in Leipzig. Julius Cohnheim brachte die Pathologie vor allem mit seinen Arbeiten zum Eiterungsprozess und gemeinsam mit seinen Schülern durch Forschungen zur Blutzirkulation und Embolien voran. Noch vor der Entdeckung der Erregers durch Robert Koch leisteten sie außerdem entscheidende infektiologische Beiträge zur Übertragbarkeit und damit der bakteriellen Natur der Tuberkulose. Seine bedeutendste Arbeit war die Einführung der Intravitalmikroskopie in sein Forschungsgebiet, mit der er die zellulären Mechanismen der Entzündung, etwa die auch von Friedrich Daniel von Recklinghausen bahnbrechend untersuchte Auswanderung der „Wanderzellen“, aufdeckte. Er beschrieb die Migration von Leukozyten durch die Gefäßwände und widerlegte so die These seines Lehrers Virchow, dass eine solche Leukodiapedese nicht stattfinde. Um 1866 erkannte Cohnheim die Tuberkulose bzw. Tuberkel (Chorioidaltuberkel) der Aderhaut des Auges als Symptom der akuten Miliartuberkulose.
Cohnheim war ordentlicher Professor für Pathologische Anatomie und Allgemeine Pathologie an der Christian-Albrechts-Universität zu Kiel (1868–1872), der Schlesischen Friedrich-Wilhelms-Universität Breslau (1872–1878) und ab 1878 an der Universität Leipzig. Einer seiner Assistenten war Karl Weigert, der sich bei ihm habilitierte. Paul Ehrlich war bei ihm Doktorand und wurde 1878 mit einer Arbeit über Anilinfarben in der histologischen Färbung promoviert. Seit 1884 war er ordentliches Mitglied der Sächsischen Akademie der Wissenschaften.
In Kiel trat Cohnheim vom Judentum zum Protestantismus über. Sein Sohn war der Physiologe Otto Kestner (1873–1953).
Er wurde im Ehrengrab der Universität Leipzig in der V. Abteilung des Neuen Johannisfriedhofs beerdigt.